# Shant (periodico)
Shant (Շանթ), fu una rivista letteraria a carattere mensile.

## Storia
Fu pubblicato per la prima volta a Boston nel 1910 ed ebbe la durata di soli 5 numeri. Direttore e fondatore fu Shahan Natalie. L'obiettivo era promuovere e diffondere la conoscenza dei diritti umani, combattere l'ingiustizia borghese. Essa toccò i temi dei movimenti dei lavoratori americani e ma anche del lavoro internazionale. Ebbe anche una sezione specifica di «Մոցիալիստական լուրեր» "Notizie socialiste", su cui venivano pubblicate notizie relative a scioperi e manifestazioni di varie parti del mondo. La rivista comprendeva anche una sezione letteraria di opere di giovani scrittori armeni, nonché estratti di opere di autori russi e dell'Europa occidentale.
A partire dal 1911 la rivista cambiò volto e direzione, e assunse una periodicità semestrale, poi settimanale. Secondo alcuni critici non vi sarebbe nessun rapporto di continuità fra le due esperienze ma questo appare tuttavia poco credibile in prima istanza perché la seconda iniziò le sue pubblicazione al termine della prima e in secondo luogo perché molti degli autori erano legati in modo aperto o coperto alle esperienze letterarie nate intorno al movimento politico della Federazione Rivoluzionaria Armena. In particolare la seconda rivista sviluppò la propensione critico letteraria e artistica pubblicando non solo opere di poeti e letterati ma anche i loro ritratti. Ebbe due fasi di vita: 1911-1912 e 1918-1919 in tale quadrienni fu pubblicata a Costantinopoli, forse proprio in coincidenza del trasferimento nella città turca dell'originale fondatore Shahan Natalie.
La rivista presentò, inoltre, alcune traduzioni in armeno dei classici della letteratura mondiale, intendendo svecchiare la letteratura armena attraverso gli esempi contemporanei della letteratura europea e americana. Su Shant trovarono inoltre spazio anche materiali relativi all'architettura, alla musica, e alla pittura.

## Collaboratori
La rivista toccò molti aspetti della vita letteraria coeva. Su questa trovarono spazio tra gli altri:
- Daniel Varujan
- Vahan Tekeyan
- Yervant Odian
- Rouben Sevag
- Yenovk Armen
- Harutiun Alpiar
- Meroujan Barsamian
- Simon Eremian
- Hrand Nazariantz
- Arsen Ghazikian, monaco mechitarista, filologo e traduttore il quale trovò ampio spazio su questa rivista.

## Periodici coevi in lingua armena
Tra i principali periodici coevi in lingua armena ricordiamo: 
- Burastan Mankantz,
- Hayrenik,
- Tsaghik,
- Anahit 1898-1911, ripresa tra il 1929-1940 e di nuovo tra il 1946-1949) celebre periodico letterario-culturale, *Veratznund(1917-1919),
- Apaga (1921-1924).

A tutti questi lavorò Arsciak Ciobanian.
Altre riviste di larga diffusione furono:
- «Բագին», rivista settimanale la cui traslitterazione in lingua francese viene suggerita in calce alle copie della stessa rivista «Baguine» / Revue Hebdomadaire Arménienne / Littaraire et artistique / CONSTANTINOPLE.
- «Azadamard» appendice letteraria della rivista socio-politica dal medesimo nome «Ազատամարտ» (*Combattenti della Libertà),
- «Masis» «Մասիս»,
- «Shant» «Շանթ» di Meroujan Barsamian,
- «Biwzandyon» «Բիւզանդիոն», (trad. Bisanzio),
- «La Patrie» in lingua francese diretta da Jean Minassian,
- «Amenun Daretsuytsy» «Ամենուն Տարեցույցը», (trad. Almanacco per tutti) di Teotig,
- «Mehyan»«Մեհեան»,
- «Manzume i efkar» in lingua turca.

Tali riviste furono per lo più pubblicate a Costantinopoli.
A Smirne furono pubblicate 
- «Arevelean mamul» «Արևելեան մամուլ»(trad. Stampa Orientale),
- «Hay grakanutivn» (Letteratura Armena),

mentre «Garun» «Գարուն», (*Primavera) era pubblicata a Mosca.